# Mindo (Caria)

Mapa de la antigua Caria donde figura la ubicación de Mindo, al oeste de Halicarnaso.

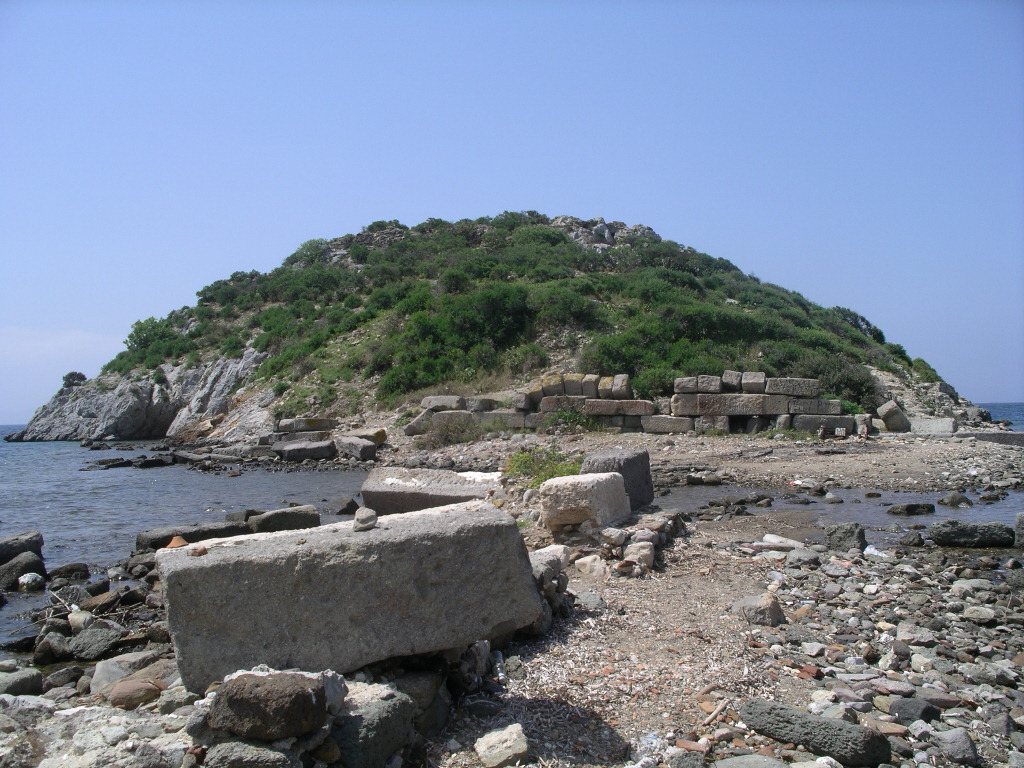
Ruinas de Mindo en Gümüşlük, Turquía.

Mindo (en griego: Μύνδος) fue una antigua colonia griega en Asia Menor, en la costa de Caria, al oeste de la ciudad de Halicarnaso. Tenía grandes murallas y un puerto.
Según Pausanias, Mindo había sido fundada por griegos procedentes de la ciudad de Trecén. Por otra parte, Estrabón señala que la tribu de los léleges se había extendido por Caria y parte de Pisidia y fundaron ocho ciudades entre las que se encontraba Mindo pero luego estos léleges se distribuyeron por toda Grecia, desapareció la tribu y, según Calístenes, Mausolo unió seis de las ciudades en sinecismo para formar Halicarnaso, y de las ocho primitivas ciudades solo se mantuvieron independientes Siángela y Mindo.
Plinio el Viejo y Esteban de Bizancio distinguen entre el asentamiento de Mindo y otro lugar que llama "Palemindo" (antigua Mindo).
Heródoto menciona al menos una nave mindia en la flota de persas y jonios que, a principios del siglo V a. C. se dirigía al asedio de la isla de Naxos. Relata un incidente en el que Megabates, el almirante persa al mando, mandó apresar al comandante de esta nave mindia y atarlo colgando de una tronera tras constatar en una ronda que en su nave había ausencia de guardia.
Posteriormente Mindo formó parte la Liga de Delos puesto que aparece mencionada en los registros de tributos a Atenas entre los años 453/2 y 421/0 a. C. así como en el decreto de tasación de tributos a Atenas del año 425/4 a. C.
En el año 334 a. C. Alejandro Magno atacó Mindo, pero los defensores de la ciudad pudieron resistir con la ayuda que les llegaba por mar de Halicarnaso, por lo que el rey macedonio fue obligado a retirarse. Posteriormente, fuentes cristianas mencionan la ciudad desde el siglo V hasta el siglo XIII. 
Las ruinas encontradas cerca del puerto turco de Gümüşlük (Gumishlu) han sido identificadas como pertenecientes a la antigua Mindo.